# Lone Grove
Lone Grove ist eine City im Carter County, Oklahoma in den Vereinigten Staaten. Das U.S. Census Bureau hat bei der Volkszählung 2020 eine Einwohnerzahl von 4.993 ermittelt.
Die Stadt, die sich rund 11 km westlich von Ardmore befindet, ist im Wesentlichen eine Wohnsiedlung und viele der Bewohner sind in Unternehmen in Ardmore beschäftigt.

## Geographie
Lone Groves geographische Koordinaten lauten 34° 11′ N, 97° 15′ W (34,177474, −97,248666).
Nach den Angaben des United States Census Bureaus hat die Stadt eine Gesamtfläche von 72,8 km², wovon 72,7 km² auf Land und 0,1 km² (= 0,11 %) auf Gewässer entfallen.

## Geschichte
Am 4. Februar 1885 wurde in Lone Grove ein Postamt eröffnet. In einer geographischen Untersuchung des Gebietes wird die Einwohnerzahl für 1905 mit 215 Personen angeben.
Ein Tornado tötete am 10. Februar 2009 um 19:30 Uhr Ortszeit (01:30 UTC) acht Personen und verletzte viele.

## Demographie
Zum Zeitpunkt des United States Census 2000 bewohnten Lone Grove 4631 Personen. Die Bevölkerungsdichte betrug 63,7 Personen pro km². Es gab 1873 Wohneinheiten, durchschnittlich 25,8 pro km². Die Bevölkerung Lone Groves bestand zu 84,50 % aus Weißen, 1,86 % Schwarzen oder African American, 7,90 % Native American, 0,15 % Asian, 0,11 % Pacific Islander, 0,52 % gaben an, anderen Rassen anzugehören und 4,97 % nannten zwei oder mehr Rassen. 1,97 % der Bevölkerung erklärten, Hispanos oder Latinos jeglicher Rasse zu sein.
Die Bewohner Lone Groves verteilten sich auf 1673 Haushalte, von denen in 43,8 % Kinder unter 18 Jahren lebten. 65,2 % der Haushalte stellten Verheiratete, 11,6 % hatten einen weiblichen Haushaltsvorstand ohne Ehemann und 19,6 % bildeten keine Familien. 17,0 % der Haushalte bestanden aus Einzelpersonen und in 6,0 % aller Haushalte lebte jemand im Alter von 65 Jahren oder mehr alleine. Die durchschnittliche Haushaltsgröße betrug 2,76 und die durchschnittliche Familiengröße 3,11 Personen.
Die Bevölkerung verteilte sich auf 30,9 % Minderjährige, 8,4 % 18–24-Jährige, 30,2 % 25–44-Jährige, 21,6 % 45–64-Jährige und 8,9 % im Alter von 65 Jahren oder mehr. Das Durchschnittsalter betrug 33 Jahre. Auf jeweils 100 Frauen entfielen 100,5 Männer. Bei den über 18-Jährigen entfielen auf 100 Frauen 93,6 Männer.
Das mittlere Haushaltseinkommen in Lone Grove betrug 31.486 US-Dollar und das mittlere Familieneinkommen erreichte die Höhe von 38.800 US-Dollar. Das Durchschnittseinkommen der Männer betrug 30.365 US-Dollar, gegenüber 17.598 US-Dollar bei den Frauen. Das Pro-Kopf-Einkommen belief sich auf 13.125 US-Dollar. 15,0 % der Bevölkerung und 14,0 % der Familien hatten ein Einkommen unterhalb der Armutsgrenze, davon waren 18,0 % der Minderjährigen und 18,8 % der Altersgruppe 65 Jahre und mehr betroffen.